# Apomys abrae
Il topo di pineta della cordigliera di Luzon (Apomys abrae  Sanborn, 1952) è un roditore della famiglia dei Muridi endemico dell'isola di Luzon, nelle Filippine.

## Descrizione

### Dimensioni
Roditore di piccole dimensioni, con la lunghezza totale tra 258 e 291 mm, la lunghezza della coda tra 121 e 148 mm, la lunghezza del piede tra 35 e 38 mm, la lunghezza delle orecchie tra 21 e 23 mm e un peso fino a 79 g.

### Aspetto
Le parti superiori sono bruno-grigiastre scure, i fianchi del corpo e i lati del muso sono più chiari, mentre le parti inferiori sono bianco-grigiastre. Le zampe sono ricoperte di piccoli peli bianchi. La coda è più lunga della testa e del corpo, scura sopra, più chiara sotto.

## Biologia

### Comportamento
È una specie terricola e notturna. 

### Alimentazione
Si nutre di insetti, vermi e semi.

## Distribuzione e habitat
Questa specie è endemica della cordigliera settentrionale dell'isola di Luzon, nelle Filippine.
Vive nelle pinete con sottobosco a foglia larga tra 950 e 2.200 metri di altitudine.

## Conservazione
La IUCN Red List, considerate le continue incertezze sulla tassonomia, l'ecologia, l'areale e le minacce, classifica A.abrae come specie con dati insufficienti (DD).